# Rudston
Koordinaten: 54° 6′ N, 0° 19′ W
Rudston ist ein Dorf in den Yorkshire Wolds, in Yorkshire in Großbritannien. Der Name Rudston besteht aus den altenglischen Wörtern „rood“ für Kreuz, und „stan“ für Stein.

## Vorgeschichtliche Denkmale
Der Menhir von Rudston ist der größte in Großbritannien. Er steht 10 km westlich von Bridlington mitten in dem gleichnamigen Dorf, bei der Kirche.
Der Menhir (englisch Standing Stone) ist 7,7 m hoch, 1,8 m breit und 76 cm dick. Der Monolith ist aus einem Material, dessen nächstes Vorkommen etwa 16 km entfernt liegt. Seine Spitze fehlt, verlängert man die Kontur, so fehlen knapp 70 cm. Neuzeitlich wurde eine Mütze auf die abgebrochene Spitze gesetzt, um das poröse Material vor der Witterung zu schützen. Das Gewicht des Steines liegt bei etwa 40 Tonnen.

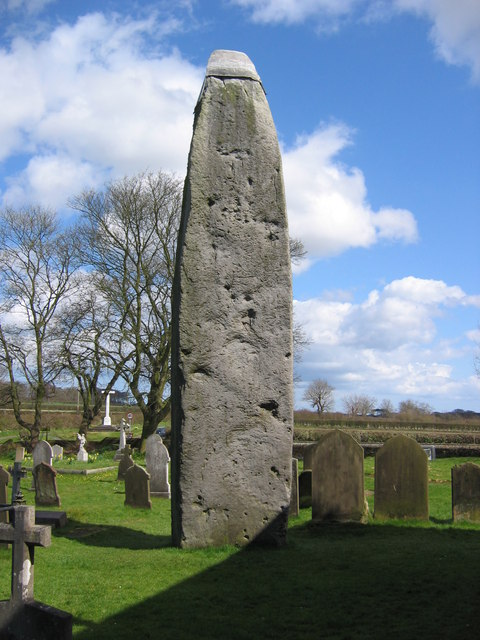
Der Rudstone – Englands größter Menhir

Durch den Weiler Rudston verläuft ein alter ostenglischer Küstenweg, der ähnlich dem Ochsen- oder Heerweg auf der Kimbrischen Halbinsel in die vorgeschichtliche Zeit datiert wird.
Das Gebiet von Rudston muss in prähistorischer Zeit ein religiöses Zentrum gewesen sein und wird in seiner Bedeutung mit Kilmartin oder Avebury verglichen. Um das Dorf liegen prähistorische Graben-Wallsysteme, die Cursus-Monumente, schmale, extrem lange rechteckige neolithische Erdwerke, die in die mittlere Jungsteinzeit datiert werden. Südwestlich des Ortes liegen mehrere lange und runde Grabhügel.